# Home! Sweet Home!
«Home, Sweet Home» (с англ. — «Дом, милый дом») — песня английского композитора Генри Бишопа на стихи работавшего в Лондоне американского актёра и драматурга Джона Говарда Пейна.

## История создания
Песня была написана для оперы Бишопа и Пейна «Клари, или Девушка из Милана» (англ. Clari, or the Maid of Milan), премьера которой состоялась 8 мая 1823 года в лондонском театре Ковент-Гарден. По сюжету оперы главную героиню, наивную юную девушку, хочет соблазнить знатный поклонник, приглашающий её в свой замок и подносящий множество подарков, но уклоняющийся от женитьбы; песню о милом доме героиня поёт, разочаровавшись в предлагаемой ей новой жизни. Благодаря тому, что Бишоп повторил мелодию песни несколько раз на протяжении оперы, она приобрела центральное положение во всём произведении. Первой исполнительницей партии главной героини (и, соответственно, песни) стала певица Энн Мари Три (англ. Ann Marie Tree). Американская премьера прошла 12 ноября того же года в Нью-Йорке.
Опера Бишопа и Пейна имела ограниченный успех, но песня в отдельности оказалась крайне успешной. По сообщениям XIX века, в течение года её отдельное издание разошлось тиражом более 100 тысяч экземпляров, а издатель за два года заработал на нём две тысячи гиней (Хелен Кендрик Джонсон по состоянию на 1881 год приравнивает эту сумму к 10 тысячам долларов); единственным из причастных к созданию песни, кто не обогатился благодаря ей, оказался автор слов Пейн, поскольку заранее продал театру права на весь текст оперы, — с учётом того, что бо́льшую часть дальнейшей жизни Пейн провёл в бедности и вдали от дома, в связи с его судьбой часто цитируется строчка из стихотворения, посвящённого его памяти Уильямом Хосмером: «Бездомен бард, так сладко певший дом» (англ. Homeless the bard, who sang of home so well).
Чрезвычайная популярность песни породила разнообразные слухи и домыслы — в частности, её текст иногда приписывался Вашингтону Ирвингу, оспаривалось и авторство Бишопа. В ранних изданиях песни встречаются указания на то, что в основу мелодии легла подлинная сицилианская мелодия, лишь обработанная Бишопом; известно письмо Пейна, в котором утверждается, что эту мелодию услышал в Италии именно он и переслал Бишопу её примерную нотную запись вместе со словами для будущей песни.
На волне успеха песни Бишоп сочинил сиквел оперы «Клари» — оперу «Дом, милый дом, или Пастуший рожок зовёт» (англ. Home, Sweet Home, or The Ranz des Vaches; 1829), либреттистом на этот раз выступил Айзек Покок. Пейн, со своей стороны, в 1833 году дописал к первоначальному тексту две дополнительные строфы.

## Дальнейшая судьба песни
Мелодия песни сразу заинтересовала композиторов из разных стран. В 1827 году Франц Бервальд использовал её как тему для вариаций, составивших вторую часть его концертино для фагота с оркестром. В 1830 году Гаэтано Доницетти обратился к мелодии Home! Sweet Home! в финальной сцене оперы «Анна Болейн», когда главная героиня, заточённая в Тауэр в ожидании казни, сходит с ума и просит отвести её домой, — поэт Ричард Монктон утверждал, что будущая первая исполнительница партии Анны Джудитта Паста пожаловалась ему при подготовке к премьере на отсутствие выразительной арии в финале и попросила предложить какую-нибудь хорошую английскую песню, после чего Монктон и его мать напели певице мелодию Бишопа, а она передала её Доницетти, — музыковеды указывают на этот пример как на характерное для Доницетти обращение к местному музыкальному материалу при работе над операми, действие которых происходит вдали от его родной Италии. Сигизмунд Тальберг сочинил на тему песни фортепианные вариации в тональности ре-бемоль мажор во время своего пребывания в США в 1857 году, — пианист Артур Лёссер характеризует сочинение Тальберга как оборачивание песни крупными тюлевыми лентами. В дальнейшем песню использовал Александр Гильман в своей Фантазии на темы двух английских песен (1887), соединив «Дом, милый дом» с «Правь, Британия, морями!» (вариации Тальберга ранее входили в его исполнительский репертуар). Вариации на тему «Дом, милый дом» написали также Дадли Бак (эта версия входила в репертуар Чарльза Айвза в бытность его органистом), Адольф Баумбах, Хуго Буссмайер, Чарльз Гробе, Густав Ланге, Саломон Мазюретт, Эддисон Уаймен, различные фортепианные обработки принадлежат Луи Моро Готтшалку, Жюли Риве-Кинг, Юлиусу Эггхарду, Альфреду Яэлю, известны органная редакция Эрве Уилкинса, версии для скрипки и фортепиано Георга Вихтля и Зигфрида Якоби, для флейты и фортепиано Эдварда Хаслама, для мандолины Валентина Абта, для двух голосов в сопровождении гитары Леопольда Меньяна и т. д. Текст песни также широко использовался — к 1887 году было отмечены десятки его сатирических переделок и пастишей в британской периодике (преимущественно в журнале «Панч», где в 1885 г. дважды проходили конкурсы на лучшую пародию стихотворения Пейна).

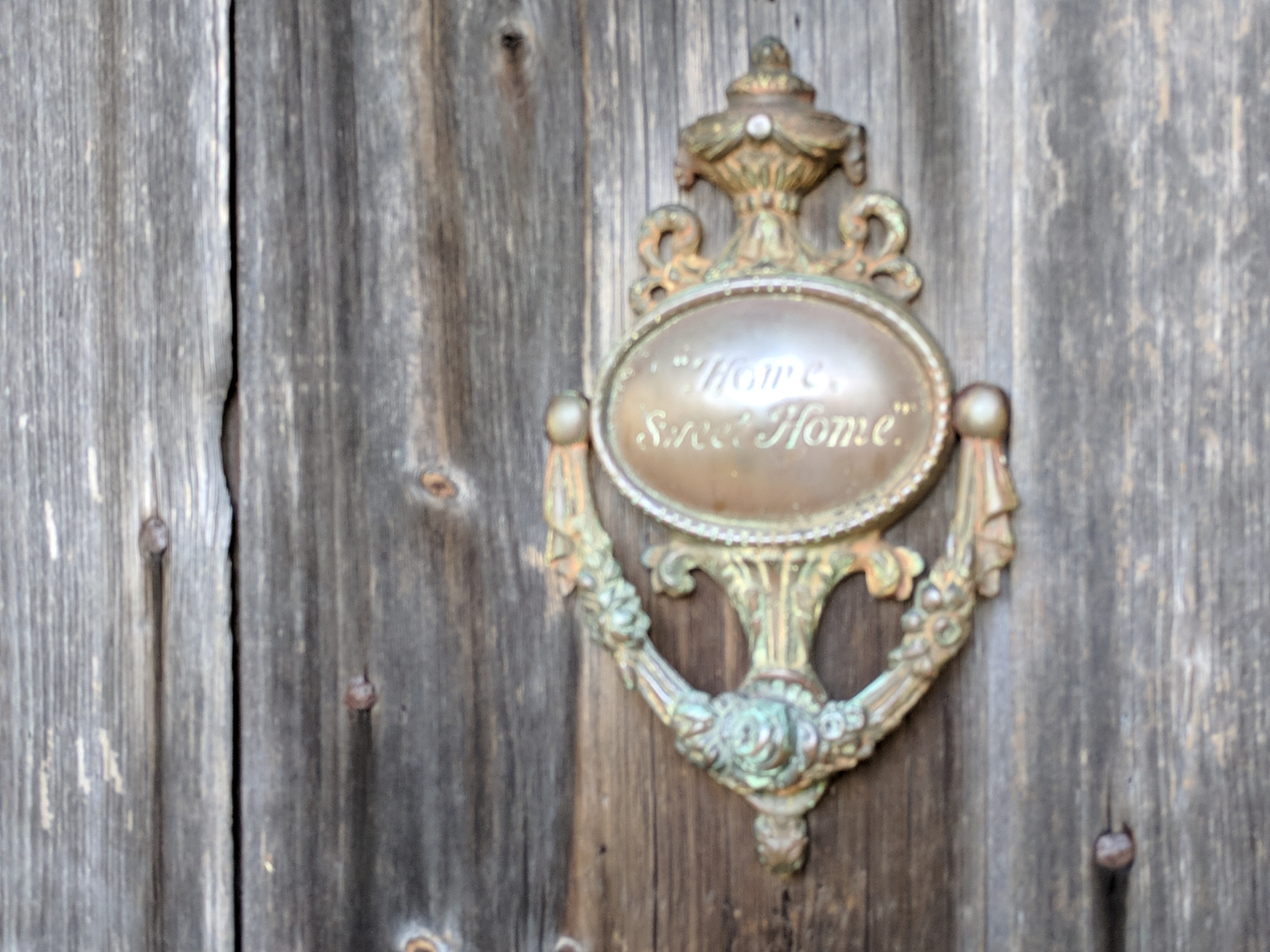
Дверной молоток со словами Home, Sweet Home, установленный на доме деда Дж. Г. Пэйна в Ист-Хамптоне, штат Нью-Йорк. В конце XIX века утвердилось мнение, что именно об этом доме мог думать Пэйн, сочиняя песню

В популярность песни внесли значительный вклад полюбившие её знаменитые солистки. Дженни Линд в ходе американского турне 1850—1852 гг. имела привычку завершать ею свои концерты, а на приёме у президента Милларда Филмора получила возможность исполнить Home! Sweet Home! для присутствовавшего Пейна. Песня звучала и в других торжественных ситуациях — например, в 1889 г. Аделина Патти спела её при открытии Аудиториум-билдинг в Чикаго.

## Популярность
Приобрела настолько широкую популярность, особенно в США, что в 1970 году автор слов был включён в американский Зал славы авторов песен. Благодаря песне составившие её название слова стали крылатым выражением, хотя впервые именно такая комбинация слов встречается гораздо раньше, в стихотворении «Дом» (англ. Home) английского поэта XVII века Джозефа Бомонта (который, однако, под «милым домом» подразумевал загробный мир). Объясняя популярность песни, исследователи указывают на то, что возвеличивание образа дома хорошо согласовывалось с викторианскими идеалами семейного очага как тихой пристани, в которой сохраняются моральные и духовные ценности.
Песня переведена на испанский язык Висенте Мендосой.